# Paus Hilarius
Hilarius (Sardinia, ? - Rome, 28 februari 468) was de 46e paus van de Rooms-Katholieke Kerk en de opvolger van de zeer populaire en actieve paus Leo I. Het was voor Hilarius geen gemakkelijke taak diens populariteit te evenaren. Hij had echter in de voorgaande jaren intensief samengewerkt met Leo I en stelde zich ten doel om zijn pausschap vorm te geven naar het voorbeeld van zijn mentor Leo I.
Tijdens zijn pontificaat richtte Hilarius zich vooral op het verbreiden van de doctrine van de Pauselijke Suprematie, het primaatschap van Rome. Daarom mengde hij zich in menig theologisch dispuut, onder andere in Frankrijk en Spanje, waar onderlinge geschillen tussen bisschoppen speelden.
Hij schreef brieven waarin hij deze doctrine benadrukte aan de kerkelijke leiders in het Oosten. Ook bestreed hij – waar hij die ook maar tegenkwam – ketterijen tegen de door hem bewaakte doctrine van de pauselijke suprematie. Al met al was, ondanks zijn inspanningen, zijn regeerperiode er een met weinig indrukwekkende gebeurtenissen.
Hilarius stierf op 28 februari 468. Dat is ook zijn naamdag, want hij werd heilig verklaard.